# Gloster Meteor
Gloster Meteor — перший британський реактивний винищувач, єдиний британський реактивний літак, який використовували під час Другої світової війни.

## Історія створення

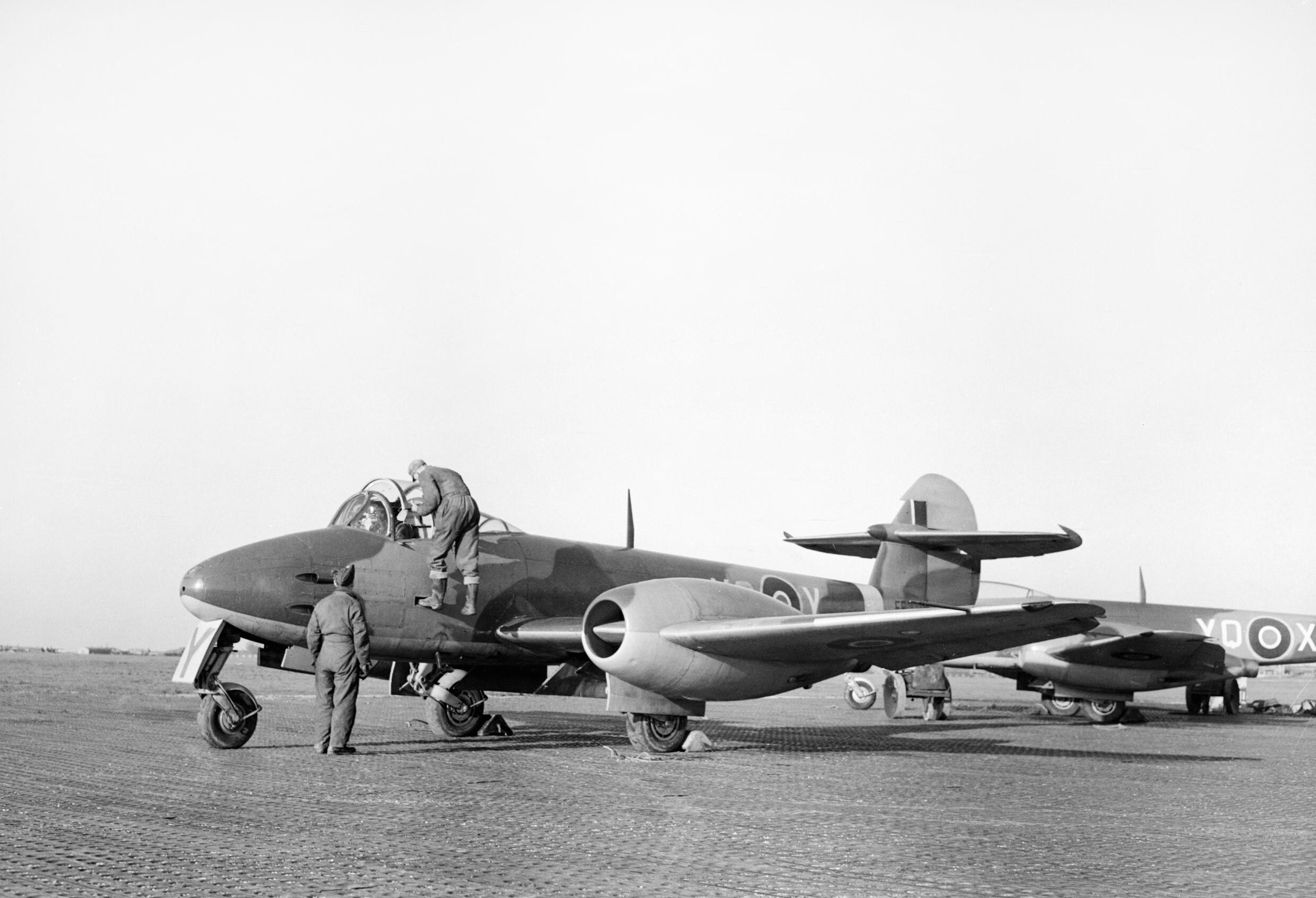
Meteor Mk.I 616-ї ескадрильї в Кенті. 4 січня 1945 року.

В листопаді 1940 року міністерство авіації видало специфікацію F.9/40 на створення винищувача з реактивними двигунами. Через малу тягу наявних реактивних двигунів винищувач мав мати дводвигунну схему. З британських виробників найбільший досвід з реактивними двигунами мала компанія Gloster Aircraft Company яка вже розробляла дослідницький E.28/39 і Джордж Картер, інженер останнього, очолив новий проєкт.
7 лютого 1941 року компанія отримала попереднє замовлення на 12 прототипів, хоча тільки 8 було побудовано. Перший прототип оснащувався двигунами Power Jets W.2B з тягою тільки 454 кг і на випробуваннях в липні 1942 року так і не піднявся в повітря, хоча було проведено багато тестів на землі. Затримки в виготовленні необхідних двигунів привели до того що прототип з двигунами de Havilland Halford H.1 тягою 680 кг, який мав б стати п'ятим по рахунку, насправді став другим і саме він вперше піднявся в повітря 5 березня 1943 року. Після завершення розробки Power Jets W.2B/23, їх встановили на другий і четвертий прототипи, які піднялись в повітря 12 червня і 24 липня відповідно. 13 листопада був готовий третій прототип з двигунами Metrovick F.2 в підкрильних гондолах, а того ж місяця ще піднявся в повітря варіант з двигунами Power Jets W.2/500. 18 квітня 1944 року був випробуваний прототип з двигунами Rolls-Royce W.2B/37. Останній з замовлених прототипів піднявся в повітря аж 24 липня 1945 року з двигунами de Havilland Goblin.
Для серійного виробництва вибрали варіант з двигуном Power Jets W.2B/23С і невеликими змінами до фюзеляжу. Перший серійний літак Gloster Meteor Mk.I піднявся в повітря 12 січня 1944 року, а вже в лютому його віддали США в обмін на Bell YP-59A Airocomet. Перша партія Mk.I з двадцяти літаків також здебільшого використовувались для випробувань а не бойових операцій, зокрема на одному з них були встановлені турбогвинтові двигуни Rolls-Royce Trent, і його політ 20 вересня 1945 року став першим польотом турбогвинтового літака.
Друга серійна модифікація F.III відрізнялась збільшеним запасом палива і зміненою кабіною. Перші 15 літаків все ще були оснащені Power Jets W.2B/23, але наступні 265 оснащувались Rolls-Royce W.2B/37. Останній також використовувався на модифікації F.IV, яка відрізнялась коротшими крилами і побудована в кількості 712 літаків. З власної ініціативи Gloster також розробили двомісний Meteor Trainer базований на F.IV, який вперше піднявся в повітря 19 березня 1948 року. Він був прийнятий на озброєння під позначенням Meteor T.7 і побудовано 712 літаків, включно з експортними машинами.
Найдосконалішою версією стала F.8, яка мала подовжений фюзеляж, змінений хвіст, додатковий паливний бак і округлий ліхтар кабіни. Додатково встановлювались гіроскопічний приціл і катапультоване крісло. Двигуни Rolls-Royce Dervent 8 з тягою в 1633 кг дозволяли досягати швидкості 966 км/год. Перший серійний літак піднявся в повітря 12 жовтня 1948 року, а загалом було виготовлено 1183 літаки цієї модифікації. На його базі також були розроблені винищувач-розвідник FR.9 і висотний розвідник PR.10.

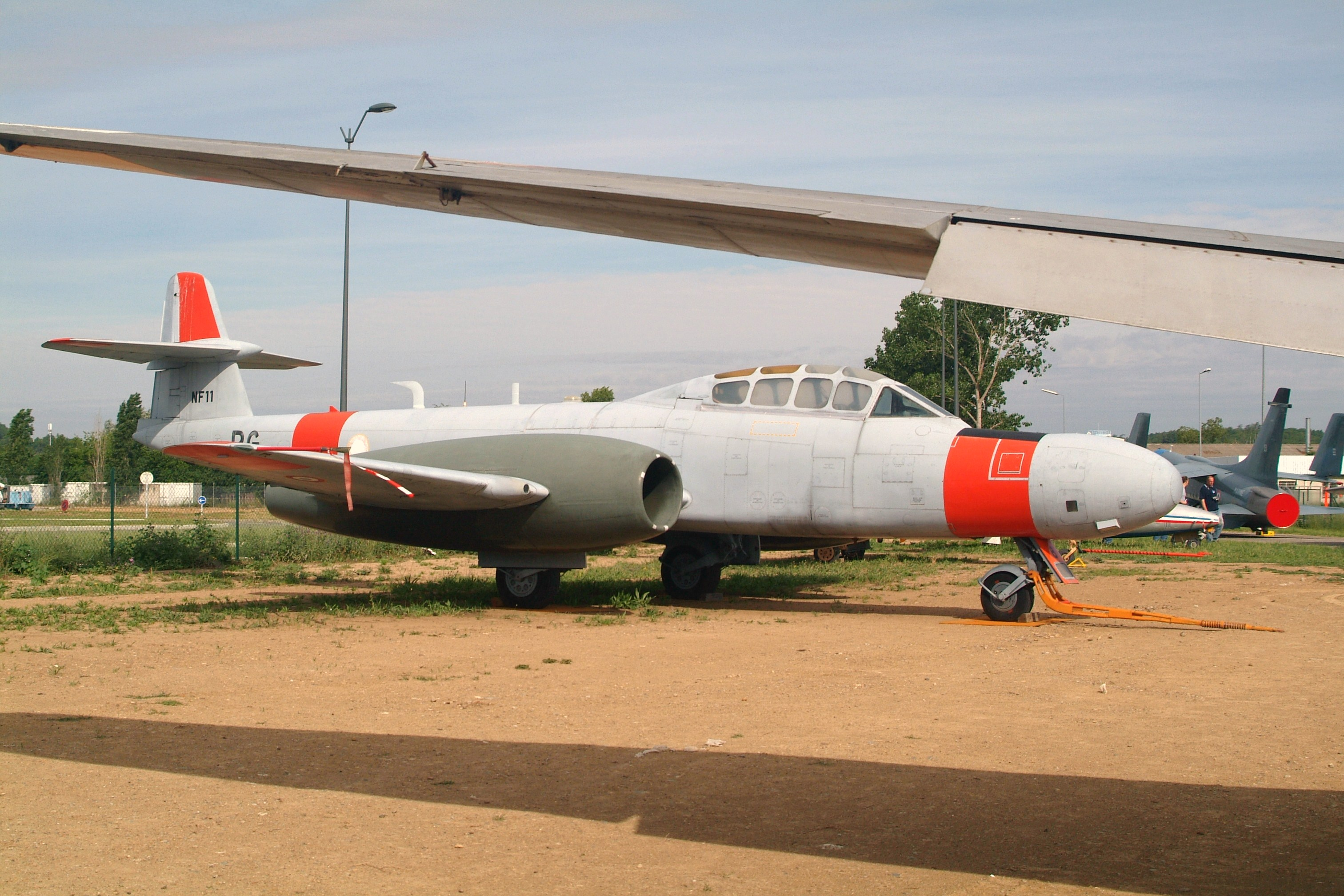
Модифікація нічного винищувача NF.11.

В 1949 році також було видано специфікацію F.24/28 на побудову нічного винищувача на базі «Метеору». Завдання було передано Armstrong Whitworth, які використали кабіну від Meteor T.7 з подовженим носом для розміщення радара SCR 720 AI Mk.10 і хвіст від F.8. Через наявність радара довелось перенести озброєння в крила і відповідно модифікувати їх. Перший прототип модифікації NF.11 піднявся в повітря 31 травня 1950 року. Наступна модифікація NF.12 використовувала американський радар APS 21, а для використання в теплому кліматі була розроблена модифікація NF.13. Фінальна модифікація NF.14 мала покращену аеродинаміку і чистіший ліхтар кабіни.
Завершальні модифікації Метеора включали безпілотні мішені U.15 і U.16, перероблені з Mk.IV і Mk.8 відповідно, а також TT.20 — буксири мішеней, перероблені з NF.11.

## Історія використання
Першими два F.Mk.I отримала 616-а ескадрилья 12 липня 1944, а 23 — ще п'ять, що дозволило створити окрему групу. З 27 числа почались польоти, а 4 серпня Meteor збив летючу бомбу Фау-1, щоправда не з гармат, а підваживши її своїм крилом. Того ж дня було збито ще одну бомбу. До кінця серпня ескадрилья вже була повністю укомплектована, але залишалась на Британських островах для тренувальних польотів. В період між 10 і 17 жовтня 4 «Метеори» також взяли участь в спільних навчаннях з 2-ю бомбардувальною дивізією ВПС США, що б розробити тактику проти німецьких реактивних Me 163 «Komet» і Me 262. В грудні в ескадрилью почала надходити нова модифікація F. Mk.III. 20 січня 1945 року одна група з 616-ї ескадрильї приєдналась до 2-ї тактичної групи в Бельгії, що було першою появою «Метеорів» на континенті. В березні 1945 року до Франції також перекинули 504-у ескадрилью оснащену «Метеорами».
Стояв на озброєнні ВПС багатьох країн до 1970-тих.

## Тактико-технічні характеристики (F Mk.I)

Проєкції F.Mk.IV

Дані з Concise Guide to British Aircraft of World War II

### Технічні характеристики
- Екіпаж: 1 особа
- Довжина: 12,57 м
- Висота: 3,96 м
- Розмах крила:13,11 м
- Площа крила: 34,74 м ²
- Маса порожнього: 3692 кг
- Максимальна злітна маса: 6257 кг
- Двигуни: 2 × Rolls-Royce W.2B/23C
- Тяга: 2 × 771 кг.

### Льотні характеристики
- Максимальна швидкість: 668 км/год на 3050 м.
- Практична стеля: 12 190 м

### Озброєння
- 4 × 20 мм гармати